# Druivenmijt
De druivenmijt (Eriophyes vitis) is een aantasting aan de bladeren van de plant van de druif. De druivenmijt is feitelijk een spinnetje uit de orde der mijten, dat op de wijnstokken leeft en de bladeren aantast. Dit uit zich dan in blaren en bobbels op de bovenzijde van de bladeren, met aan de achterzijde een witachtig weefsel, of in omhoogkrullende bladeren. Hoewel de kracht van het blad hierdoor wordt aangetast, hoeft het de uiteindelijke oogst niet te schaden.
De wijfjes overwinteren in de schors van de wijnstok, en na het leggen van de eitjes komen er zeer kleine larven tevoorschijn (0,15 mm). Tijdens een seizoen kunnen er meerdere generaties mijten ontstaan. Gedurende het seizoen trekken ze verder naar de buitenkant van de plant, en aan het eind van het seizoen verschuilen ze zich weer in het schors voor de overwintering. 

## Bestrijding
Om de druivenmijt tegen te gaan, kunnen de aangetaste bladeren worden verwijderd en vernietigd, om verdere verspreiding te voorkomen. Hierbij kan worden gedacht aan verbranden van de bladeren. Ook kan aan het einde van het seizoen de bast van de stam opengelegd worden, zodat de mijt blootstaat aan water en vorst. 